# Martin van Steen
Martin van Steen (Oosterhout, 8 de setembro de 1969) foi um ciclista neerlandês, que foi profissional entre 1993 e 2003.

## Palmarés
- 1990
  -     - 1.º no Grande Prêmio de Waregem
- 1991
  - Vencedor de uma etapa ao Circuito Franco-Belga
  - Vencedor de 2 etapas ao Teleflex Tour
- 1992
  -     - 1.º no Teleflex Tour e vencedor de uma etapa
    - 1.º no Hel van het Mergelland

  - Vencedor de uma etapa à Volta a Liège
  - Vencedor de uma etapa ao Tour de Henao
- 1993
  -     - 1.º no Tour de Overijssel

  - Vencedor de uma etapa à Milk Race
- 2001
  -     - 1.º no Circuito do País de Waes
- 2002
  -     - 1.º na Dorpenomloop Rucphen

  - Vencedor de uma etapa à Volta a Liège

### Resultados ao Giro d'Italia
- 1996. Abandona
- 2000. Abandona